# 제1기 메이 내각

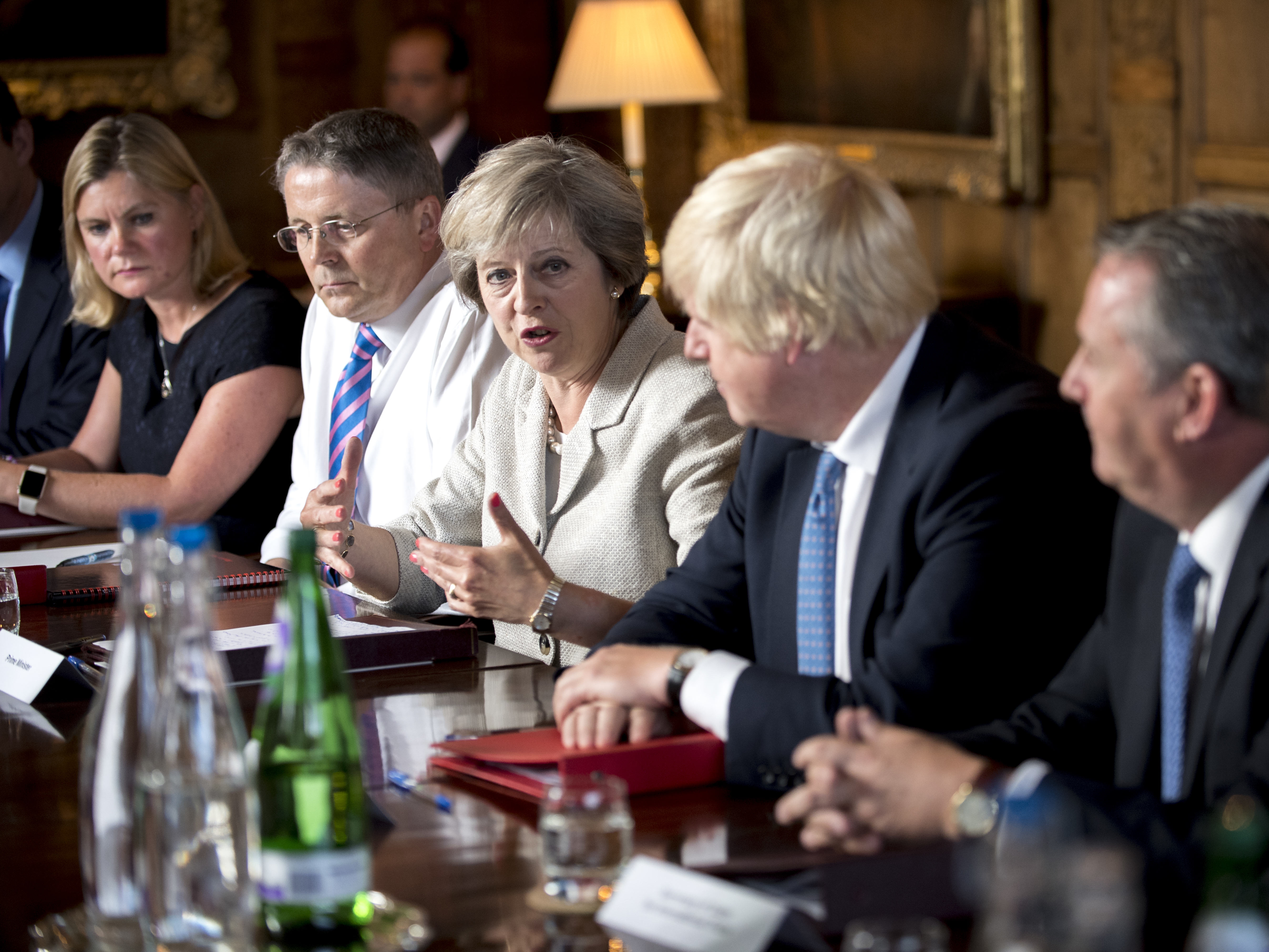

제1기 메이 내각(First May ministry)은 데이비드 캐머런 총리가 사퇴함에 따라, 후임자인 테리사 메이 총리가 2016년 7월 13일에 수립한 내각이다. 이후 2017년 6월 11일 제2기 메이 내각이 수립되면서 끝났다.

## 역사
2016년 6월 23일에 거행된 유럽 연합 관련 국민투표에서 유럽 연합 탈퇴가 52%, 잔류가 48%라는 결과가 나오면서 최종적으로 영국은 브렉시트(영국의 유럽 연합 탈퇴)를 선택했다. 유럽 연합 잔류에 힘을 실었던 데이비드 캐머런 총리는 총리직에서 물러나겠다고 밝혔다. 이후 보수당 대표 경선에서 1차 투표가 진행된 뒤, 테리사 메이 내무장관의 유일한 대표 경쟁 후보였던 안드레아 레드섬이  2016년 7월 11일 후보직에서 떠나겠다고 발표했다. 이에 따라 데이비드 캐머런 총리는 7월 13일에 자리에서 물러나 메이 장관이 대신하도록 하겠다고 밝혔다.

## 내각
| 장관직                               | 장관                                              | 임기      |
| ------------------------------------ | ------------------------------------------------- | --------- |
| 내각 장관                            |                                                   |           |
| 영국 총리 재무부 제1대신 공무 차관   | 테레사 메이 의원 The Rt Hon. Theresa May MP       | 2016–2017 |
| 재무장관 재무부 제2대신              | 필립 해먼드 의원 The Rt Hon. Philip Hammond MP    | 2016–2017 |
| 외교영연방장관                       | 보리스 존슨 의원 Boris Johnson MP                 | 2016–2017 |
| 내무부장관                           | 앰버 러드 의원 The Rt Hon. Amber Rudd MP          | 2016–2017 |
| 유럽연합탈퇴장관(브렉시트 협상 관장) | 데이비드 데이비스 의원 The Rt Hon. David Davis MP | 2016–2017 |
| 국방장관                             | 마이클 팰런 의원 The Rt Hon. Michael Fallon MP    | 2014–2017 |
| 국제무역장관                         | 리암 폭스 의원 The Rt Hon. Liam Fox MP            | 2016–2017 |
| 사업에너지기술전략장관               | 그레그 클라크 의원 The Rt Hon. Greg Clark MP      | 2016-2017 |
| 보건장관                             | 제러미 헌트 의원 The Rt Hon. Jeremy Hunt MP       | 2016–2017 |
| 노동연금장관                         |                                                   | 2016–     |
| 서민원 대표                          | TBA(추후 공고함(to be announced))                 | 2016–     |
| 교육장관                             | TBA(추후 공고함(to be announced))                 | 2016–     |
| 법무장관                             | TBA(추후 공고함(to be announced))                 | 2016–     |
| 환경식품농림장관                     | TBA(추후 공고함(to be announced))                 | 2016–     |
| 국제개발장관                         | TBA(추후 공고함(to be announced))                 | 2016–     |
| 스코틀랜드 장관                      | 데이비드 먼델 의원 The Rt Hon. David Mundell MP   | 2016–2017 |
| 웨일스 장관                          | 알런 카이언스 의원 The Rt Hon. Alun Cairns MP     | 2016–2017 |
| 북아일랜드 장관                      | TBA(추후 공고함(to be announced))                 | 2016–     |
| 지역사회지방정부장관                 | TBA(추후 공고함(to be announced))                 | 2016–     |
| 교통장관                             | TBA(추후 공고함(to be announced))                 | 2016–     |
| 문화미디어스포츠장관                 | TBA(추후 공고함(to be announced))                 | 2016–     |
| 랭커스터 공작령 대법관               | TBA(추후 공고함(to be announced))                 | 2016–     |
| 귀족원 대표                          | TBA(추후 공고함(to be announced))                 | 2016–     |
| 그 외 내각회의에 참여하는 보직       |                                                   |           |